# 约特·哈格斯特伦
约特·哈格斯特伦（瑞典語：Göte Hagström，1918年9月7日—2014年10月5日），瑞典男子田径运动员。他曾代表瑞典参加1948年夏季奥林匹克运动会田径比赛，获得男子3000米障碍赛铜牌。